# اویزد (ناحیه اولومووتس)
اویزد (به چکی: Újezd) یک منطقهٔ مسکونی در جمهوری چک است که در ناحیه اولومووتس واقع شده‌است.
 اویزد ۱۸٫۶ کیلومتر مربع مساحت و ۱٬۳۸۳ نفر جمعیت دارد و ۲۴۸ متر بالاتر از سطح دریا واقع شده‌است.